# Christian Ginepro
Christian Ginepro (Pesaro, 7 novembre 1973) è un attore, scrittore, regista e
coreografo italiano.

## Biografia
Trasferitosi a Roma nel 1998 per studiare recitazione, è stato scritturato per il musical A Chorus Line. Negli anni successivi ha affinato tecnica ed esperienza studiando con attori e registi quali Gigi Proietti, Gianni Fenzi, Gino Landi, Pietro Garinei e Massimo Ghini. La svolta attoriale è avvenuta grazie all'incontro con Francesca De Sapio, esponente italiana del Metodo Stanislavskji-Strasberg.
Ginepro è attivo al cinema, in televisione e a teatro, in particolare come protagonista di musical e commedie. Tra le opere televisive in cui ha recitato si annoverano Boris, Rocco Schiavone, Sirene e soprattutto Gino Bartali - L'intramontabile, nella quale interpreta il ciclista Aldo Bini. 
Nel 2023 esce, per Bertani Editore, il suo primo romanzo, Torna da me, e ricopre il ruolo del taxista nel film Rome, per la regia di Niclas Bendixen.

## Filmografia

### Cinema
- Faccio un salto all'Avana, regia di Dario Baldi (2011)
- Boris - Il film, regia di Giacomo Ciarrapico, Mattia Torre, Luca Vendruscolo (2011)
- Tutti i santi giorni, regia di Paolo Virzì (2012)
- Stai lontana da me, regia di Alessio Maria Federici (2013)
- Il ricco, il povero e il maggiordomo, regia di Aldo, Giovanni e Giacomo e Morgan Bertacca (2014)
- Loro chi?, regia di Francesco Miccichè e Fabio Bonifacci (2015)
- Arrivano i prof, regia di Ivan Silvestrini (2018)
- L'incredibile storia dell'Isola delle Rose, regia di Sydney Sibilia (2020)
- Blackout Love, regia di Francesca Marino (2020)
- Il colibrì, regia di Francesca Archibugi (2022)
- Rome, regia di Niclas Bendixen (2023)
- Adriatica, regia di Greta Scarano (2024)
- La vita da grandi, regia di Greta Scarano (2025)

### Televisione
- Gino Bartali - L'intramontabile, regia di Alberto Negrin – miniserie TV (2006)
- Piper, regia di Carlo Vanzina – film TV (2007)
- Cotti e mangiati, regia di Franco Bertini – sitcom, episodio 1x19 (2008)
- Il commissario Manara – serie TV, episodio 1x19 (2009)
- Crimini – serie TV, episodio 2x05 (2010)
- Tutti per Bruno – serie TV, episodio 1x02 (2010)
- Boris – serie TV, episodi 3x01-3x02 (2010)
- Che Dio ci aiuti – serie TV (2011)
- Casa e bottega, regia di Luca Ribuoli – miniserie TV (2013)
- Un Natale con i fiocchi, regia di Giambattista Avellino – film TV (2012)
- L'isola – serie TV (2013)
- Don Matteo – serie TV, episodi 9x23-9x24-9x25-9x26 (2014)
- Il candidato - Zucca presidente – serie TV (2015)
- Rocco Schiavone – serie TV (2016 - in corso)
- Sirene – serie TV (2017)
- Skam – serie TV, episodi 2x03-2x05 (2018)
- Lontano da te – serie TV (2019)
- Leopardi - Il poeta dell'infinito, regia di Sergio Rubini – miniserie TV, puntata 1 (2025)

### Webserie
- Fuoriclasse Off, regia di Claudia Nannuzzi (2015)

## Teatro

### Attore
- A Chorus Line, regia di Saverio Marconi, con Antonella Elia, prod. Compagnia della Rancia (1998)
- Sette spose per sette fratelli, regia di Saverio Marconi, prod. Compagnia della Rancia (1998-2000)
- Stanno suonando la nostra canzone, regia di Gigi Proietti, prod. 3/13/33 (2000)
- Serial killer per signora, regia di Gianluca Guidi, prod. Salieri Entertainment (2001-2002)
- Taxi a due piazze, regia di Gigi Proietti, con Gianluca Guidi, Maria Laura Baccarini e Corinne Bonuglia, prod. 3/13/33 (2002-2005)
- Promesse promesse, regia di Gianluca Guidi e Johnny Dorelli, prod. Salieri Entertainment (2003)
- Vacanze romane, regia di Pietro Garinei, prod. Teatro Sistina (2004-2006)
- Cabaret, regia di Saverio Marconi, con Michelle Hunziker, prod. Compagnia della Rancia, Teatro della Luna di Assago, Teatro Sistina di Roma (2006-2007)
- Il giorno della tartaruga, omaggio a Garinei e Giovannini, regia di Saverio Marconi e Federico Bellone aiuto regia, con Chiara Noschese, prod. Teatro Sistina - Compagnia della Rancia (2007-2008)
- Robin Hood - Il musical, autore e regista, con Manuel Frattini (2008)
- Alice nel paese delle meraviglie - Il musical, autore, regista e coreografo, prod. Scapaticci (2010)
- Il caso Majorana show, regia di Gigi Proietti, prod. Teatro Vittoria di Roma (2010-2011)
- A qualcuno piace caldo, regia di Federico Bellone, prod. Wizard (2012-2014)
- 50 sfumature the musical parody, regia di Matteo Gastaldo, prod. Mas (2015)
- West Side Story, regia di Federico Bellone, prod. Wec (2018)
- Charlie e la Fabbrica di Cioccolato, regia di Federico Bellone, prod. Wizard (2019-2020)
- Vlad Dracula, regia di Ario Avecone, prod. Luci Parallele (2023)
- Rumori fuori scena, regista, prod. I Bravi (2024)

### Regista
Christian Ginepro è autore e regista dei seguenti musical e spettacoli teatrali:
- Robin Hood (2008)
- Tutti su per terra (2009)
- Alice nel paese delle meraviglie (2010)
- Rumori fuori scena (2024) Compagnia i Bràvi
- Arsenico e vecchi merletti (2025) Compagnia i Bràvi

## Opere
Torna da me, Bertoni Editore, 2023, ISBN 9791222431642.